# Feliniopsis siderifera
Feliniopsis siderifera är en fjärilsart som beskrevs av Moore 1881. Feliniopsis siderifera ingår i släktet Feliniopsis och familjen nattflyn. Inga underarter finns listade i Catalogue of Life.